# Nazarje (plaats)
Nazarje is een plaats in Slovenië en maakt deel uit van de gemeente Nazarje in de NUTS-3-regio Savinjska. De plaats telde 887 inwoners op 1 januari 2020.
Nazarje ligt aan de Savinja en Dreta. Nazarje ontwikkelde zich eerst tot een plaats met centrumfunctie met de komst van de industriële houtverwerking; het eerste bedrijf opende zijn deuren in 1901.
In Nazarje ligt kasteel Vrbovec, in oude bronnen vaker met de Duitse naam Altenburg aangeduid. Het kasteel ontstond aan de monding van de Dreta in de Savinja. De oudste vermelding van het kasteel dateert uit 1248.